# The Drifters (Amerikaanse band)
The Drifters is een Amerikaanse zanggroep die soul, rhythm-and-blues en doowopmuziek maakt. Ze bereikten het hoogtepunt van hun populariteit tussen 1955 en 1965. De bekendste hits van de band zijn Up on the roof, Save the last dance for me, Under the boardwalk, There Goes My Baby, Money Honey en Kissin' in the back row. Vier van deze zes kregen een plekje bij de beste driehonderd liedjes volgens het Amerikaanse muziektijdschrift Rolling Stone.

## Geschiedenis
De groep werd opgericht in 1953 door Clyde McPhatter, die bekendheid kreeg als achtergrondzanger van Billy Ward & the Dominoes. Toen McPhatter door de Dominoes ontslagen werd, begon hij zijn eigen groep, de eerste versie van The Drifters.
Tijdens de lange, tumultueuze geschiedenis van The Drifters heeft een groot aantal zangers deel uitgemaakt van de groep, en zelfs tegenwoordig treden groepen die voortkwamen uit de oorspronkelijke Drifters nog op onder die naam.

## Discografie

### Singles
| Single met eventuele hitnotering(en) in de Nederlandse Top 40 | Datum van verschijnen | Datum van binnenkomst | Hoogste positie | Aantal weken | Opmerkingen |
| ------------------------------------------------------------- | --------------------- | --------------------- | --------------- | ------------ | ----------- |
| Saturday Night at the Movies                                  |                       | 09-01-1965            | 24              | 7            |             |
| Kissin' in the Back Row of the Movies                         |                       | 24-08-1974            | 12              | 10           |             |
| Down on the Beach Tonight                                     |                       | 30-11-1974            | tip16           | -            |             |
| You're More Than a Number in My Little Red Book               |                       | 16-04-1977            | 28              | 4            |             |

### NPO Radio 2 Top 2000
| Nummers met noteringen in de NPO Radio 2 Top 2000 | '99  | '00  | '01  | '02 | '03  | '04  | '05  | '06  | '07  | '08  |
| ------------------------------------------------- | ---- | ---- | ---- | --- | ---- | ---- | ---- | ---- | ---- | ---- |
| Kissin' in the Back Row of the Movies             | 1559 | 1843 | -    | -   | 1949 | -    | -    | -    | -    | -    |
| Save the Last Dance for Me                        | 1235 | 1073 | 1662 | -   | 993  | 1146 | 1215 | 1275 | 1301 | 1256 |
| Under the boardwalk                               | 1711 | 1641 | 1884 | -   | 1786 | 1736 | -    | -    | -    | -    |
| Up on the roof                                    | 1965 | 1996 | -    | -   | -    | -    | -    | -    | -    | -    |

1. ↑  Een '-' betekent dat het nummer niet was genoteerd en een vetgedrukt getal geeft de hoogste notering van een nummer aan.
2. ↑  Deze tabel is bijgewerkt tot en met de laatste editie (2024).

## Prijzen en onderscheidingen
De Vocal Group Hall of Fame heeft zowel The Original Drifters (1998) als Ben E. King and The Drifters (2000) opgenomen.
In 2004 plaatste Rolling Stone The Drifters op nummer 81 van hun lijst van 100 beste artiesten ooit.
In 1988 werden The Drifters opgenomen in de Rock and Roll Hall of Fame in de bezetting met de leden Clyde McPhatter, Bill Pinkney, Gerhardt Thrasher, Johnny Moore, Ben E. King, Charlie Thomas en Rudy Lewis.
Bill Pinkney, Charlie Thomas en Johnny Moore ontvingen postuum Pioneer Awards van de Rhythm & Blues Foundation in 1999.

## Trivia
- In 1982 scoorde Tom Tom Club een 5e plek en in 1987 Bruce Willis een 7e plek met een cover van het nummer Under the boardwalk in de Top 40.